# Bande U (micro-ondes)
La bande U est une plage de fréquences du spectre électromagnétique appartenant aux micro-ondes.
L'usage la place entre 40 et 60 GHz, mais cette définition varie selon les sources,.